# Monique Nouh Chaia
Monique Nouh Chaia - Sookdew Sing is een Surinaams ondernemer en kunstpromotor. Ze is de directeur van een concern met diverse vestigingen, waaronder het warenhuis Readytex en de vier verdiepingen tellende Readytex Art Gallery. Ze is bestuurslid geweest van verschillende organisaties.

## Biografie

### Afkomst en studie
Monique Nouh Chaia is een dochter van een Libanese immigrant die geregeld in Suriname kwam en zich er permanent vestigde toen hij haar moeder leerde kennen. Hij was actief in de textielhandel en bouwde zijn bedrijf uit tot het gerenommeerde warenhuis Readytex. Tijdens het militaire regime in de jaren 1980 werden buitenlandse valuta schaars. De handel stortte in omdat importen vrijwel onmogelijk waren geworden. Hierom begon haar moeder met de aankoop van Surinaamse kunst en handwerk. Dit leverde de familie veel goodwill op. Zelf studeerde ze toen nog bedrijfskunde, waarvoor ze in 1987 met een bachelorgraad slaagde aan de Universiteit van Louisiana in Lafayette en in 1989 met een mastergraad aan de Universiteit van Zuid-Florida.

### Directeur
Sinds ze in 1989 naar Suriname terugkeerde, werkte ze mee in het familiebedrijf. Circa 1993 nam ze het roer over van het concern, met naast Readytex het modebedrijf Ricochet, de citrus- en koffieplantage Katwijk van 364 hectare groot, de levensmiddelenwinkel Micro Markt met een eigen koffiebranderij voor de afzet van de plantageproducten in Suriname en het importbedrijf van levensmiddelen en huishoudproducten Carimega. In 2000 bracht ze de bedrijven samen onder de holding Caribbean Investment Group NV. Ze heeft in diverse besturen gezeten, zoals van de Kamer van Koophandel en Fabrieken, de Stichting Toerisme Suriname, de Surinaamse Libanese Vereniging en het Green Heritage Fund. Van de laatste was ze in 2005 medeoprichter.

### Kunstpromotor
In 1993 opende ze de Readytex Art Gallery. Bij de start bevond deze zich op een verdieping van het pand van Readytex. Sinds de verbouwing in 2015 kent de galerie op de hoek van de Maagdenstraat en de Steenbakkerijstraat vier verdiepingen. Ze investeert in kunstenaars die ze sindsdien onder contract heeft en financiert ook een deel van hun opleidingskosten in het buitenland, waarvoor ze actief naar mogelijkheden zoekt. Ze investeerde in de kunstblog Srana Art en huurt de kunstcriticus Rob Perrée in om wekelijks een recensie over een kunstwerk te schrijven in De Ware Tijd. Vanwege de rol in haar kunstgalerie groeide ze uit tot een vooraanstaand kunstpromotor van Surinaamse kunst in binnen- en buitenland. Vanwege haar deskundigheid wordt ze ook gevraagd als kunstcurator.

## Onderscheidingen
- 2021: Ridder in de Orde van Kunst en Letteren uit handen van de Franse ambassadeur Antoine Joly.[14]
- 2022: FVAS Award[15]